# FreeSBIE
FreeSBIE — live CD операционная система, которая может загружаться непосредственно с загрузочного компакт-диска без процесса установки или жёсткого диска. Основана на операционной системе FreeBSD. Её название — игра слов с фрисби. В настоящее время FreeSBIE использует Xfce и Fluxbox.
FreeSBIE 1.0 была основана на FreeBSD 5.2.1 и выпущена 27 февраля 2004 года. Первая версия FreeSBIE 2 была разработана летом 2005 года благодаря Google Summer of Code. FreeSBIE 2.0.1, с полностью переработанный набором инструментов для создания образов ISO, основана на FreeBSD 6.2 и была выпущена 10 февраля 2007 года. По данным DistroWatch, проект FreeSBIE прекращён.

## Цели
Цели проекта FreeSBIE:
- Разработать набор программ, которые будут использоваться для создания собственного компакт-диска, со всеми желаемыми индивидуальными настройками.
- Сделать доступными различные образы ISO, каждый со своими целями и возможными вариантами использования.